# Fest Vilmos
Fest Vilmos (Jaroszlav, 1815. augusztus 14. – Sopron, 1879. március 11.) miniszteri osztálytanácsos, a Magyar Tudományos Akadémia tagja.

## Élete
Apja evangélikus lelkész volt Szomolnokon, fiát Eperjesen, majd Miskolcon taníttatta. 1834-ben a vaskapui Duna-szabályozásnál volt alkalmazásban, mint mérnöksegéd. Onnan Bécsbe ment a műegyetemre, s 1840-ben Pesten a mérnöki szigorlatokat letette. Később alkalmazták a Lánchíd építésénél, és a kormány által 1846-ban önképzésre Angliába küldték. Ezen utazásáról és az általa vizsgált nevezetesebb technikai építkezésekről a Magyar Tudományos Akadémiában szóbeli előadást tartott. 1850-ben az akkori kassai kerületben vezette a középítkezési és közlekedési ügyeket. 1860-ban Budára került, hol mint királyi építési felügyelő dolgozott. 1867-ben a közmunka és közlekedési minisztériumba mint osztálytanácsos lépett be, s a középítési ügyek szervezésének tanulmányozása végett Németországba és Svájcba küldték. 1871-ben nyugalomba vonult. Kassa szabad királyi város díszpolgára volt. A Magyar Tudományos Akadémia 1844. december 24-én levelező és 1845. november 22-én rendes tagjává választotta meg. Matematikai tárgyú könyvet is írt.

## Munkái
- Az első- és másodrendű görbék, azoknak öszrendesekre átvitele, és főbb tulajdonságaik. Buda, 1844 (Mathem. Pályamunkák I. Másodrendű pályamunka, Taubner Károly elsőrendű pályaművével)
- A közlekedési művek és vonalok. Budapest, 1873 (Értekezések a math. tud. köréből II. 4.)
- Temesi Reitter Ferencz emléke. Budapest, 1876 (Értek. a math. tud. kör IV. 9.)

Még egy munkája fölemlítve a Magyar Tudományos Akadémia Almanachjában (1880. 284.): A hajózási csatornák választó ponttal, jutalmazott pályamunka (1844)
Cikkei a Hetilapban (1847. Dredge angol mérnök uj rendszere a lánczhidakról), a Magyar Akadémia Értesítőjében (1847. A yarmouthi függő vashid lerogyása okairól, A gölczi völgy áthidalásáról s általánosan a zárgátakról, 1873. A közlekedési eszközök rendszereiről és az ezek közötti helyes választásról, 1875. A földmivelési mérnök feladatáról és neveltetéséről), A Magyar Akad. Ért.-Math. és Term. Osztály c. folyóiratban (1859. Az első kőtégla-út Somogymegyében), a Statistikai és Nemzetgazdasági Közleményekben (I–III. 1865–67. Magyarország állami és országos utjai.)